# Адлешич, Джурджа
Джурджа Адлешич (хорв. Đurđa Adlešič, 18 апреля 1960, Бьеловар, Социалистическая Республика Хорватия, СФРЮ) — хорватский политический деятель, бывшая руководительница правоцентристской Хорватской социал-либеральной партии, заместитель Председателя правительства Хорватии в 2008—2010 годах.

## Жизнеописание
После окончания школы изучала литературу и философию в университете Загреба и хорватский язык в Педагогическом университете в Баня-Луке. Работала учительницей хорватского языка в начальной школе в родном населенном пункте. Также была журналисткой, участвовала в создании первого в регионе независимого периодического издания под названием Naše vrijeme.
В 1990 году присоединилась к политической деятельности, организуя первичные ячейки Хорватской социально-либеральной партии. В 1995 и 2000 годах избиралась в нижнюю палату тогдашнего двухпалатного хорватского парламента. В 2001 году стала мэром Бьеловара. На выборах 2003 и 2007 гг. повторно получала мандат депутата парламента. В 2006 году сменила Ивана Чехока на должности председателя социал-либералов.
В 2005 году была выдвинута кандидатом от ХСЛП на должность Президента во время президентских выборов. В первом туре получила поддержку 2,68 % голосов, заняв четвёртое место среди 13 кандидатов.
В январе 2008 года назначена вице-премьером во втором правительстве Иво Санадера. В июле 2009 года осталась на этой же должности в только назначенном кабинете во главе с Ядранкой Косор. В ноябре 2009 года руководителем ХСЛП вместо неё стал Даринко Косор. В октябре 2009 года Адлешич вышла из состава правительства после того, как социал-либералы покинули коалицию. Вернулась к исполнению обязанностей депутата парламента шестого созыва. Вскоре вышла из ХСЛП и стала независимым депутатом. На выборах 2011 года на переизбрание не выдвигалась.